# Famille Djaït
Cette page explique l’histoire ou répertorie les différents membres de la famille Djaït.
La famille Djaït est une famille tunisienne qui appartient à la grande notabilité tunisoise.
Originaires du Yémen, ses membres s'installent à Kairouan. À l'aube du XVIIIe siècle, l'un d'eux, Mohamed Djaït, un ouléma réputé, s'installe à Tunis ; sa descendance compte de brillants savants religieux — enseignants (mudarris), notaires (udul) et muftis — mais aussi des commerçants et des propriétaires fonciers. On trouve certains de ses membres dans l'administration beylicale, comme secrétaire beylical, ministre et caïd-gouverneur, dans la deuxième moitiè du XIXe siècle et au début du XIXe siècle.

## Personnalités
- Abdeljalil Djaït (1889-1960), homme politique et caïd-gouverneur
- Hichem Djaït (1935-2021), universitaire, historien et islamologue
- Kameleddine Djaït (1922-2012), théologien, ouléma et mufti de la République tunisienne
- Mohamed Djaït (?-v. 1730), théologien, ouléma et mufti de Tunis
- Mohamed Djaït (1851-1918), théologien, ouléma et mufti de Tunis
- Mohamed Abdelaziz Djaït (1886-1970), théologien, ouléma et mufti de la République tunisienne
- Youssef Djaït (1830-1915), ministre et homme politique